# Aragóniai Királyság
Az Aragóniai Királyság (Regne d'Aragó, latinː Regnum Aragonum, spanyolː Reino de Aragón) egy középkori és kora újkori királyság volt az Ibériai-félszigeten, amely megfelel a mai Aragóniának, Spanyolország autonóm közösségének. Nem szabad összetéveszteni az Aragón Korona országaival, amely nagyhatalom volt és egy ideig olyan területeket is tartalmazott, mint Katalónia Hercegségét, a Valenciai Királyságot, Mallorca Királyságát, Szardíniát, Korzikát, a Nápolyi és Szicíliai Királyságot, továbbá a mai Görögország és Dél-Franciaország egy kis részét. Ezek a területek szintén az aragón király uralma alatt álltak, de az Aragóniai Királyságtól elkülönítve irányították őket.
A királyság 1035-ben született meg, Aragon, Sobrarbe és Ribagorza grófságainak egyesülésével. Első uralkodója I. Ramiro lett.
A 15. század végén Kasztília és Aragónia perszonálunióra lépett: megszületett az egységes spanyol állam és létrehozták a mai Spanyolország magját.
1715-től, a Bourbonok győzelmével véget ért spanyol örökösödési háború befejeződésétől érvénybe lépnek az 1707-ben VII. (V./Bourbon) Fülöp kibocsátotta Decretos de Nueva Planta rendelkezései, amelyek az ibériai királyságokat (Portugália kivételével) egységes Spanyol Királysággá formálták.
A királyság bővebb történetét lásd az egyes uralkodóknál.

## Térképek, képek

Aragónia elhelyezkedése az Aragón Korona területén
Ibériai uralkodók területei 1400-ban
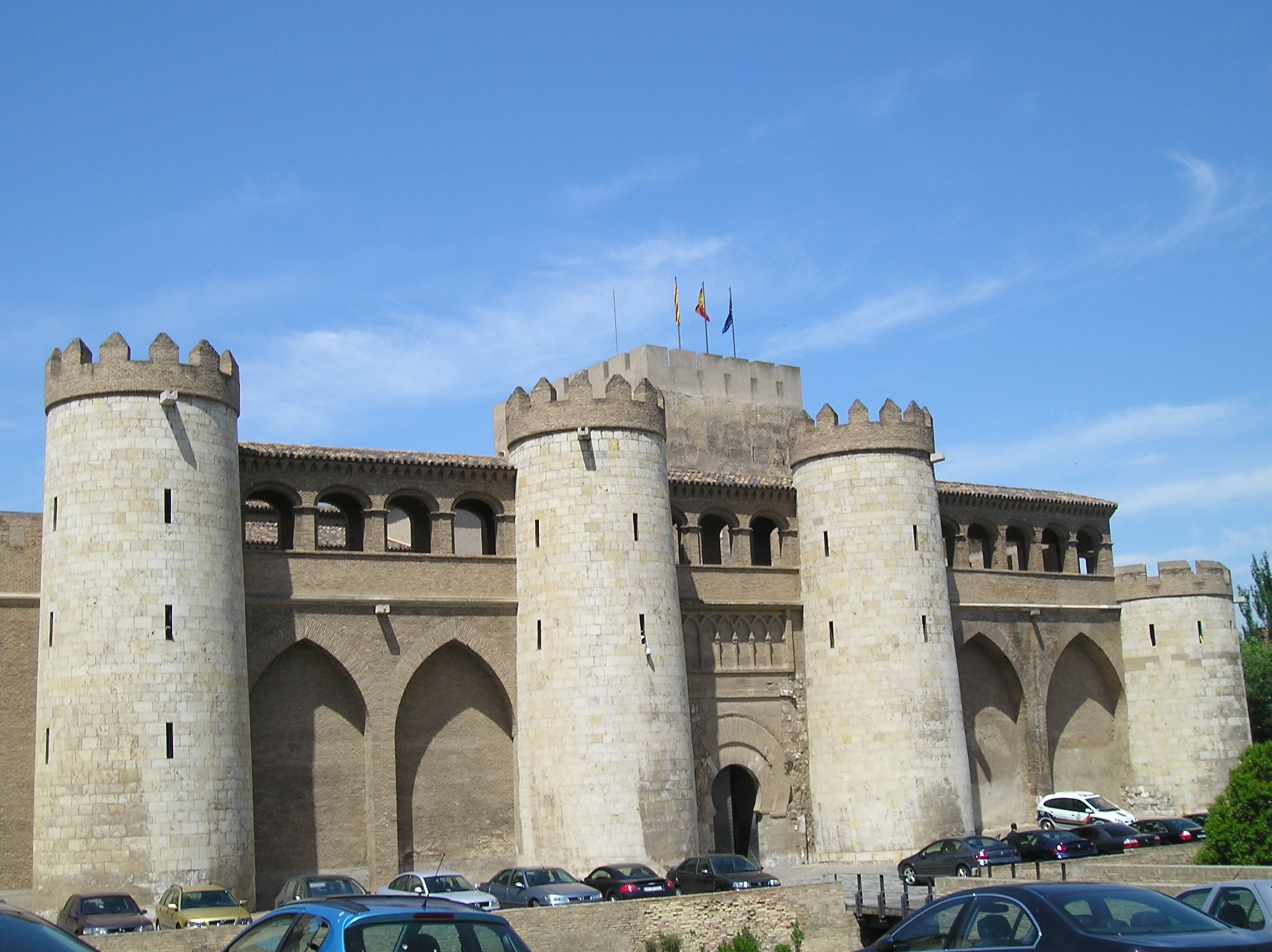
Aljafería palota Zaragozában

## Fordítás
- Ez a szócikk részben vagy egészben  a   Kingdom of Aragon című angol Wikipédia-szócikk fordításán alapul.  Az eredeti cikk szerkesztőit annak laptörténete sorolja fel. Ez a jelzés csupán a megfogalmazás eredetét és a szerzői jogokat jelzi, nem szolgál a cikkben szereplő információk forrásmegjelöléseként.